# 德姆基夫齊 (舊康斯坦丁諾夫區)
49°50′30″N 27°15′04″E / 49.84167°N 27.25111°E
德姆基夫齊（烏克蘭語：Демківці）是位於烏克蘭西部的村莊，由赫梅利尼茨基州裡赫梅利尼茨基區的舊康斯坦丁尼夫市鎮負責管轄。該村始建於1753年，面積1.127平方公里，海拔高度318米，2001年人口227。